# Renealmia multiplicata
Renealmia multiplicata là một loài thực vật có hoa trong họ Gừng. Loài này được Maas miêu tả khoa học đầu tiên.